# Prefixo binário
Prefixos binários são nomes ou símbolos que precedem unidades de medidas, tais como bytes, para indicar a sua multiplicação por potências de dois. Geralmente estão associados a sistemas digitais, como computadores e dispositivos digitais de comunicação e de armazenamento de dados. A norma IEC 80000–13: Quantities and units – Part 13: Information science and technology, publicada em 2008, define os seguintes prefixos binários:
| Nome  | Símbolo | Potência = valor                        |
| quibi | Ki      | 210 = 1024                              |
| mebi  | Mi      | 220 = 1 048 576                         |
| gibi  | Gi      | 230 = 1 073 741 824                     |
| tebi  | Ti      | 240 = 1 099 511 627 776                 |
| pebi  | Pi      | 250 = 1 125 899 906 842 624             |
| exbi  | Ei      | 260 = 1 152 921 504 606 846 976         |
| zebi  | Zi      | 270 = 1 180 591 620 717 411 303 424     |
| yobi  | Yi      | 280 = 1 208 925 819 614 629 174 706 176 |

## Histórico
Segundo o NIST (National Institute of Standards and Technology, do governo dos EUA), a IEC (International Electrotechnical Commission) aprovou, em 1998, um padrão de nomes e símbolos de múltiplos binários para uso em processamento e transmissão de dados. Anders J. Thor anunciou, em 1999, a introdução dos prefixos binários kibi, mebi, gibi, tebi, pebi e exbi por meio de uma emenda (Amendment 2) à 1ª edição da norma IEC 60027–2 – Letter symbols to be used in electrical technology. Part 2: Telecommunications and electronics.
O IEEE editou a norma IEEE 1541–2002: Standard for Prefixes for Binary Multiples em 2003.
O BIPM, que publica as normas do Sistema Internacional de Unidades, recomenda, no capítulo 3 da 8ª edição do seu Système international d'unités (S.I.):
Esses prefixos do SI referem-se estritamente às potências de 10. Eles não devem ser usados para indicar potências de 2 (por exemplo, um quilobit representa 1000 bits e não 1024 bits). O IEC adotou prefixos para potências binárias no padrão internacional IEC 60027–2:2005, terceira edição, Letter symbols to be used in electrical technology – Part 2: Telecommunications and electronics. Os nomes e símbolos para os prefixos correspondentes a 210, 220, 230, 240, 250 e 260 são, respectivamente: kibi, Ki; mebi, Mi; gibi, Gi; tebi, Ti; pebi, Pi; e exbi, Ei. Então, por exemplo, um kibibyte será escrito: 1 KiB = 210 B = 1024 B, onde B denota um byte. Embora esses prefixos não sejam parte do SI, devem ser usados no campo da tecnologia da informação para evitar o uso incorreto dos prefixos do SI. 
A norma ISO-IEC 80000–13 cancelou e substituiu as cláusulas 3.8 e 3.9 da norma IEC 60027–2:2005 e incluiu os prefixos zebi (Zi, para 270) e yobi (Yi, para 280).

## Utilização coloquial
O uso generalizado dos prefixos quilo (símbolo k, geralmente grafado como K), mega (M), giga (G) e tera (T) para representar prefixos binários é incorreto (segundo o BIPM) e pode gerar ambiguidades.
As operadoras do SCM (Sistema de Comunicação Multimídia — "Internet banda larga") no Brasil, estabelecem, basicamente, dois parâmetros para contratos de prestação de serviços. O primeiro, e mais conhecido, é a "velocidade" da transferência de dados de algum servidor da Internet (taxa de download). O segundo, que nem sempre é usado, mas consta dos contratos, é a franquia mensal de dados recebidos pelo cliente. A "velocidade" é medida em bits por segundo (bit/s) e a franquia, geralmente, é contada em bytes, mas como ambos os valores são grandes, usam-se múltiplos, decimais ou binários — gerando confusão. Cada empresa usa unidades e prefixos com significados diferentes.
A Vivo (<http://www.vivo.com.br>), no seu "Contrato de adesão ao serviço Vivo Internet pós pago", define:
[...]
g. Kilobyte: Múltiplo do Byte. 1 (um) Kilobyte equivale a 1.024 Bytes.
h. Kilobit por segundo (Kbps): Unidade utilizada para informar velocidade de acesso à internet.
i. Megabytes: Múltiplo do byte. Equivale a 1.048.576 bytes ou 1.024 Kilobytes (KB).
j. Megabit por segundo (Mbps): Unidade utilizada para informar velocidade de acesso à internet (múltiplo do Kbps: 1Mbps equivale a 1.024 Kbps).
[...]
A Oi (<http://www.oi.com.br>) não esclarece que unidades e múltiplos são usados no seu regulamento:
[...] O cliente fará jus a uma franquia de consumo de dados mensal, proporcional à velocidade contratada, conforme a tabela abaixo:
| Velocidade        | Até 600K | 1 MB  | 2MB   | 5MB   | 10MB  | 15/20 MB |
| Franquia de Dados | 20 GB    | 40 GB | 50 GB | 60 GB | 80 GB | 100 GB   |

Observe-se o uso incoerente que a Oi faz com as unidades, pois a letra "B" (maiúscula) pode significar "bytes" ou "bits por segundo".
A Sky (<http://www.sky.com.br>), que comercializa a banda larga 4G no Brasil, prevê no seu contrato:
3.2. O serviço BANDA LARGA será prestado, conforme plano de serviço contratado pelo CLIENTE, nas seguintes faixas de velocidades máximas: (i) 2Mb (dois Megabits por segundo); (ii) 4Mb (quatro Megabits por segundo); (iii) outra velocidade que venha a ser disponibilizada.
[...]
3.3.1. Em qualquer dos planos escolhidos pelo consumidor, será garantida uma franquia mensal, não cumulativa, de no mínimo 50Gb (cinqüenta Gigabits).
[...]
A Sky comete um equívoco semelhante à Oi, a diferença é que usa a letra "b" (minúscula) para representar "bits" e "bits por segundo".
O IEEE (<http://www.ieee.org>), no seu padrão 802.3 ("Ethernet"), informa que o "Gigabit Ethernet extends the ISO/IEC 8802–3 MAC beyond 100 Mb/s to 1000 Mb/s", mostrando que usa potências decimais associadas à taxa de transferência de dados (bit/s). Neste caso, há uma incorreção, que é usar símbolos de sistemas diferentes: o "M" ("mega" = 106), do SI, associado a "b" ("bit"), do IEC 80000–13. Em outros textos sobre redes, usa-se a notação "Mbit/s" para indicar "megabits por segundo", que apesar de incorreta, pelo menos não é ambígua.
Douglas Comer, no volume 1 da sua obra "Internetworking with TCP/IP: principles, protocols, and architecture", também usa múltiplos decimais para taxas de transferências em "bits por segundo", embora use outra notação: na página 14 diz que a conexão telefônica "[...] provides a guaranteed data path of 64 Kbps (thousand bits per second), [...]"; na página 15, afirma que "Typical speeds for a WAN range from 1,5 Mbps (million bits per second) to 2,4 Gbps (billion bits per second)".
A representação de múltiplos binários por meio de prefixos decimais, que é de uso corriqueiro, não faz sentido, mesmo quando signifique uma aproximação. Houve um tempo em que as redes tinham desempenho da ordem de quilobits por segundo, as memórias tinham capacidade de quibibytes, e o armazenamento em disco contava-se em megabytes (pelos fabricantes) ou mebibytes (alguns sistemas operacionais usam potências de dois para unidades de armazenamento). A diferença no uso de um ou outro padrão era de pouco mais de dois por cento nos dois primeiros casos, e menos de cinco por cento no último. Hoje em dia, quando as redes atingiram o desempenho de gigabits por segundo, as memórias têm capacidade de gibibytes, e o armazenamento atingiu terabytes (ou tebibytes) e petabytes (ou pebibytes) de dados, as diferenças chegam a dez por cento, ou mais. A tabela seguinte compara os equivalentes dos múltiplos decimais e binários, e mostra que a diferença relativa entre os respectivos valores vai progressivamente aumentando, tornando relevante o erro acumulado no uso incorreto dos múltiplos e seus símbolos.
| Nome  | Símbolo | Potência = valor (SI)                    | Nome | Símbolo | Potência binária                        | Diferença |
| quilo | k       | 103 = 1000                               | kibi | Ki      | 210 = 1024                              | 2,4%      |
| mega  | M       | 106 = 1 000 000                          | mebi | Mi      | 220 = 1 048 576                         | 4,9%      |
| giga  | G       | 109 = 1 000 000 000                      | gibi | Gi      | 230 = 1 073 741 824                     | 7,4%      |
| tera  | T       | 1012 = 1 000 000 000 000                 | tebi | Ti      | 240 = 1 099 511 627 776                 | 10,0%     |
| peta  | P       | 1015 = 1 000 000 000 000 000             | pebi | Pi      | 250 = 1 125 899 906 842 624             | 12,6%     |
| exa   | E       | 1018 = 1 000 000 000 000 000 000         | exbi | Ei      | 260 = 1 152 921 504 606 846 976         | 15,3%     |
| zetta | Z       | 1021 = 1 000 000 000 000 000 000 000     | zebi | Zi      | 270 = 1 180 591 620 717 411 303 424     | 18,1%     |
| yotta | Y       | 1024 = 1 000 000 000 000 000 000 000 000 | yobi | Yi      | 280 = 1 208 925 819 614 629 174 706 176 | 20,9%     |

Os fabricantes de discos rígidos usam potências de dez. Por exemplo, um disco rígido com capacidade de aproximadamente 80 bilhões de bytes é divulgado como tendo a capacidade de 80 GB, o que é confuso—o correto seria informar 80 gigabytes ou 74,5 GiB (aproximadamente).
Na época dos computadores que tinham 32 KiB de memória RAM, esta confusão não era séria, já que a diferença entre 210 e 103 é de 2,4%. Entretanto, o crescimento das capacidades, tanto da memória RAM como dos discos rígidos, provoca um erro relativo cada vez maior. A diferença entre um TiB e um terabyte chega a cerca de 10,0%.